# Bajuni
Bajuni – grupa etniczna zamieszkująca wybrzeża Kenii, a także Somalii (w tym Wyspy Bajuni), oraz na wyspie Zanzibar. Ich populację szacuje się na ponad 200 tysięcy. Posługują się językiem bajuni, który jest dialektem suahili. W zdecydowanej większości wyznają islam.
Mimo że są mieszanką ludów Bantu, Somali i Arabów, nadal utrzymują się jako odrębna grupa kulturowa. Tradycyjnie zajmują się rybołówstwem i handlem oceanicznym, także rolnictwem. Ich życie obraca się wokół meczetu, nauk islamu i codziennej modlitwy. Głównym pokarmem są orzechy kokosowe, ryby i ryż.
Obecne miasto Kismaju w Somalii było pierwotnie wioską rybacką Bajuni. 